# Olle Hagdahl
Karl Erik Olov (Olle) Hagdahl, född 20 augusti 1910 i Stockholm, död 2 december 1990, var en svensk konstnär, grafiker och skulptör.
Han var son till plåtslagaren David Hagdahl och Hulda Blom och från 1939 gift med Eva Maria Nyberg. Hagdahl studerade vid Tekniska skolan i Stockholm 1923–1924 och vid Blombergs målarskola 1925–1930 samt för Isaac Grünewald, Emil Johanson-Thor och Harald Sallberg vid Konsthögskolan 1935–1939 och under studieresor till Paris och södra Frankrike. Han var anställd som koppargravör vid Riksbankens sedeltryckeri 1939–1943 och fick möjligheten att studera gravyr för E Horváth vid ungerska sedeltryckeriet i Budapest 1939. Separat ställde han ut första gången i Stockholm 1943 och den utställningen följdes med separatutställningar på ett flertal platser i landet. Han medverkade i föreningen Industrimotivs utställningar i Stockholm, Eskilstuna, Norrköping och Uddevalla. För Esselte utförde han ett 60-tal färglagda skolplanscher i stort format med växter, folkslag och historiska bilder. Hans konst består förutom teckningar, etsningar och exlibris av landskapsbilder från Frankrike, Västkusten i olja eller pastell samt bokillustrationer bland annat illustrerade han L. W. Bellhouses Fem syskon på äventyr och Lars Janssons Västvart med Gyllene Hinden. Vid sidan av sitt eget skapande var han verksam som lärare vid ABF:s målarskola i Motala och vid Gerlesborgsskolan i Bohuslän samt industrimåleri vid AB Motala verkstad och Holms Industri. Hagdahl är representerad vid Moderna museet  och med den storformatiga teckningen Slaget vid Visby 1361 och vid Statens historiska museum. Han är begravd på Brännkyrka kyrkogård.